# Hawzēn
Hawzēn är en ort i Etiopien.   Den ligger i regionen Tigray, i den norra delen av landet, 600 km norr om huvudstaden Addis Abeba. Hawzēn ligger 2 253 meter över havet och antalet invånare är 5 638.
Terrängen runt Hawzēn är kuperad åt sydväst, men åt nordost är den platt. Runt Hawzēn är det ganska tätbefolkat, med 139 invånare per kvadratkilometer. Det finns inga andra samhällen i närheten. Trakten runt Hawzēn består till största delen av jordbruksmark.